# Bosko's Holiday
Pour plus de détails, voir Fiche technique et Distribution.
Bosko's Holiday est un dessin animé de la Warner Bros. Pictures, dans la série des Bosko (Looney Tunes), sorti en 1931.
Il a été réalisé et produit par Hugh Harman et Rudolf Ising. De plus, Leon Schlesinger est crédité comme producteur associé.

## Synopsis
Honey propose à Bosko de se retrouver pour un pique-nique [..].

## Fiche technique
- Titre original : Bosko's Holiday
- Réalisation : Hugh Harman et Rudolf Ising
- Producteurs : Hugh Harman, Rudolf Ising et Leon Schlesinger
- Musique : Frank Marsales
  - I Can't Give You Anything But Love de Jimmy McHugh
  - Tie a Little String Around Your Finger de Seymour Simons
- Production : Leon Schlesinger Studios
- Distribution : Warner Bros. Pictures
- Durée : 7 minutes
- Format : noir et blanc - mono
- Langue : anglais
- Pays : États-Unis
- Date de sortie :  États-Unis : juillet 1931
- Genre : Dessin-animé
- Licence : domaine public[1]

## Distribution

### Voix originales
- Johnny Murray : Bosko
- Rochelle Hudson : Honey